# Estocolmo (condado)
Nota linguística: Não confundir grevskap (território governado por um conde) com län (subdivisão administrativa da Suécia).
O Condado de Estocolmo (em sueco: Stockholms län;  ouça a pronúncia) é um dos 21 condados em que a Suécia está atualmente dividida. Está localizado no leste da região histórica da Svealand.

É constituído pelo sudeste da província histórica da Uppland e pelo nordeste da Södermanland.
Ocupa 1,4% da superfície total do país, e tem uma população de 2 455 171 habitantes (2024).                                                                            A sua sede administrativa (residensstad) está na cidade de Estocolmo.

## História
Inicialmente – em 1634 – o Condado de Estocolmo fazia parte do Condado de Uppsala. Em 1714, adquiriu a sua autonomia.
A cidade de Estocolmo foi definitivamente incorporada no condado em 1968, tendo assim perdido a sua autonomia especial.

### Condado atual
O Condado de Estocolmo é constituído pelas partes orientais das antigas província históricas da Uppland e Södermanland. 

A Província histórica da Södermanland
A Província histórica da Uppland
O Condado de Estocolmo

### Brasão
O brasão do condado de Estocolmo foi criado em 1968 e incorpora as três bases do condado atual: A cabeça de Santo Erik de Estocolmo, o grifo negro da Södermanland e o orbe da Uppland.

## Geografia
O Condado de Estocolmo é simultaneamente um dos condados mais pequenos e o condado mais povoado do país, com um população da ordem dos 2 milhões de habitantes.

Tem como limites o condado de Uppsala a noroeste, o condado de Södermanland a sudoeste, o lago Mälaren a oeste e o Mar Báltico a leste.

Metade da sua área está coberta por florestas e campos cultivados, e o seu litoral está salpicado pelas 30 000 ilhas, ilhotas e recifes do arquipélago de Estocolmo.

### Comunas
O condado de Estocolmo está dividido em 26 comunas (kommuner).

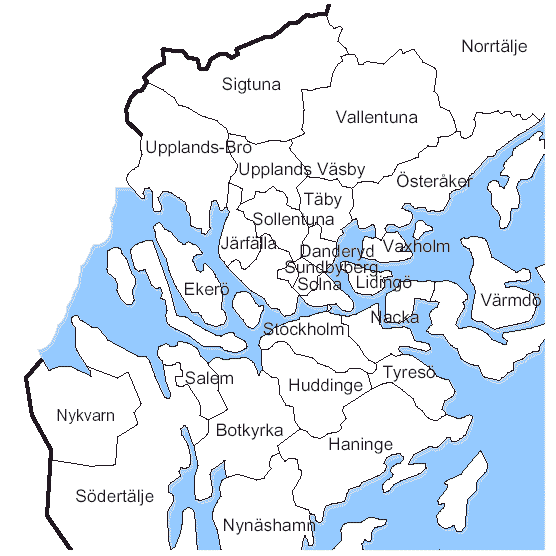

- Botkyrka
- Dandeyd
- Ekerö
- Estocolmo
- Haninge
- Huddinge
- Järfälla
- Lidingö
- Nacka
- Norrtälje
- Nykvarn
- Nynäshamn
- Österåker
- Salem
- Sigtuna
- Södertälje
- Sollentuna
- Solna
- Sundbyberg
- Tyresö
- Täby
- Upplands-Bro
- Upplands Väsby
- Vallentuna
- Vaxholm
- Värmdö

### Cidades principais
Os maiores centros urbanos do condado eram em 2020:

|    | Cidade                      | População |
| -- | --------------------------- | --------- |
| 1  | Estocolmo                   | 1 617 407 |
| 2  | Upplands Väsby e Sollentuna | 149 701   |
| 3  | Södertälje                  | 76 320    |
| 4  | Tumba                       | 46 014    |
| 5  | Lidingö                     | 44 091    |
| 6  | Åkersberga                  | 35 747    |
| 7  | Vallentuna                  | 33 336    |
| 8  | Märsta                      | 29 815    |
| 9  | Gustavsberg                 | 29 815    |
| 10 | Norrtälje                   | 22 018    |
| 11 | Västerhaninge               | 19 381    |
| 12 | Nynäshamn                   | 15 108    |
| 13 | Kungsängen                  | 12 497    |
| 14 | Ekerö                       | 12 332    |
| 15 | Jordbro                     | 11 607    |

### Comunicações
O condado é atravessado pelas estradas europeias E4, E18 e E20.                                                                                                                                           Estocolmo é o maior nó ferroviário do país, com ligações a Malmö, Copenhaga, Gotemburgo, Västerås, Sundsvall, etc...                                                                                                                               Dispõe de aeroportos em Arlanda, Nyköping e Bromma, e de portos em Estocolmo, Nynäshamn e Kapellskär.

### Economia

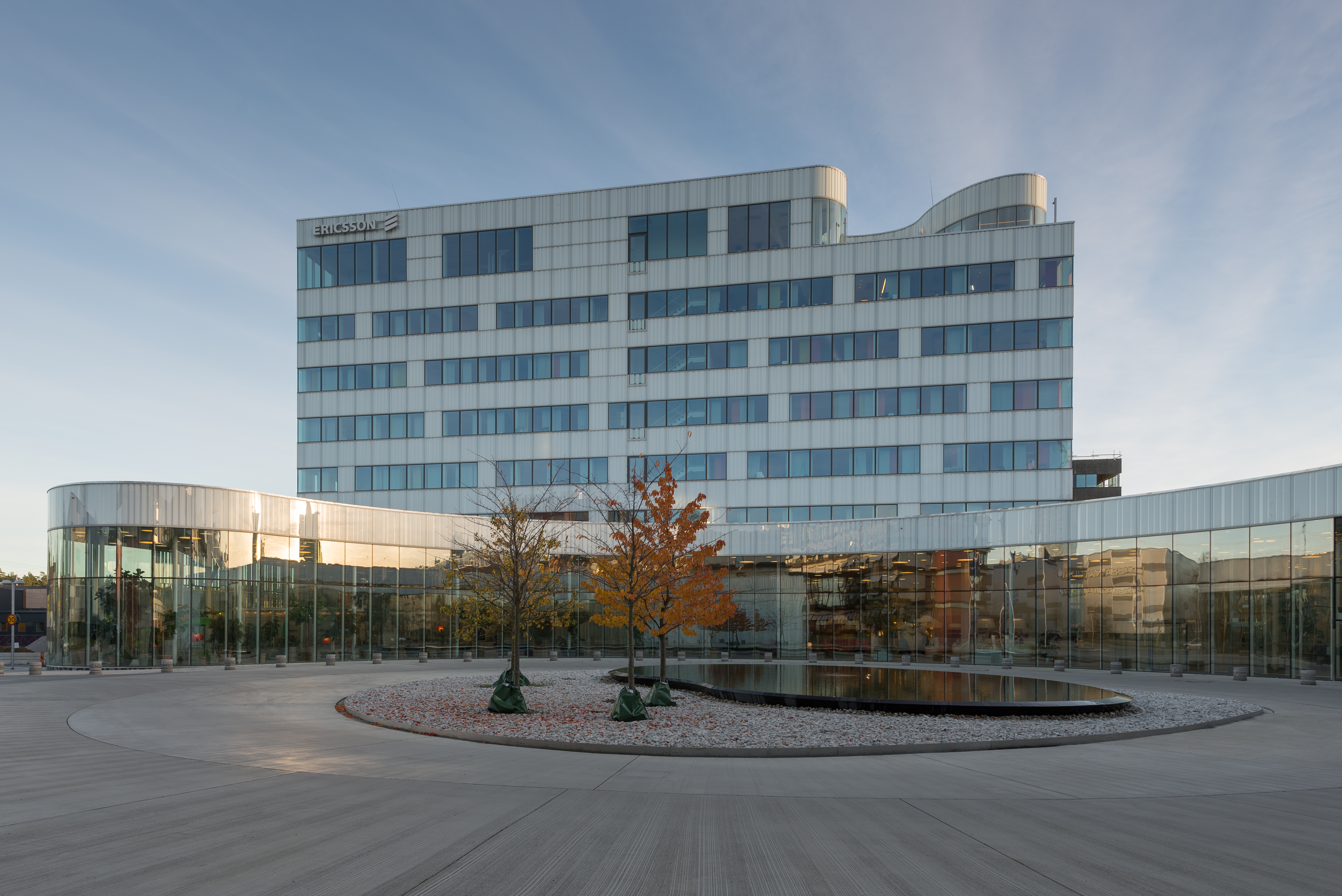
A sede da Ericsson em Estocolmo.

A economia do Condado de Estocolmo está dominada pelos serviços, executados por cerca de  85% das empresas da região. A própria comuna emprega 48 825 funcionários.

O setor industrial abrange uns 10% da força de trabalho. As indústrias manufatureiras contam com uma metade dos trabalhadores. A produção de artigos eletrotécnicos representa o ramo mais importante, com empresas como a Ericsson, a IBM Suécia, a Siemens-Elema, a Alfa Laval, a Electrolux, a Scania. As indústrias gráficas e químicas contam igualmente com empresas de peso como a AstraZeneca e a Pharmacia. O ramo alimentar está presente através da Kraft Foods, a Carlsberg e a Arla. No campo da pasta de papel e do papel destaca-se a Holmer Paper.

A agricultura e a silvicultura corresponde a menos de 1% dos empregos, mas tem significado local em comunas como Norrtälje. A produção agrícola está distribuída pelas pastagens, forragens, cereais e oleaginosas.

### Educação

#### Ensino superior
Existem várias instituições de ensino superior no condado:
- Universidade de Estocolmo (Stockholms universitet; Estocolmo)
- Instituto Real de Tecnologia (Kungliga Tekniska högskolan; Estocolmo)
- Instituto Karolinska (Karolinska Institutet ; Estocolmo)
- Escola Superior de Ginástica e Desporto (Gymnastik- och idrottshögskolan; Estocolmo)
- Escola Superior de Södertörn (Södertörns högskola; Estocolmo)
- Escola Superior de Defesa (Försvarshögskolan ; Estocolmo)
- Escola Superior de Artes de Estocolmo (Stockholms konstnärliga högskola; Estocolmo)
- Escola Superior de Economia de Estocolmo (Handelshögskolan i Stockholm ; Estocolmo)
- Real Escola Superior de Arte (Kungliga Konsthögskolan; Estocolmo)
- Konstfack (Konstfack; Estocolmo)

### Património histórico, cultural e turístico
- Gröna Lund (Parque de diversões)
- Pinturas murais de Alberto, o Pintor na igreja de Täby [15]
- Birka (Cidade viking do século VIII; Património Mundial)
- Gamla stan (Centro histórico de Estocolmo)
- Igreja de Riddarholmen (Riddarholmskyrkan)
- Museu da Cidade de Estocolmo (Stadsmuseet i Stockholm)
- Museu da Fortaleza de Vaxholm (Vaxholms fästnings museum)
- Museu de Arte Moderna (Moderna museet)
- Museu do Vasa (Vasamuseet)
- Museu do Condado de Estocolmo (Stockholms läns museum)
- Museu Nacional de Belas-Artes (Nationalmuseum)
- Palácio de Drottningholm (Drottningholms slott; Património Mundial)
- Palácio de Tullgarn (Tullgarn)
- Palácio Real de Estocolmo
- Praça Sergel (Local centralde manifestações)
- Cidade medieval de Sigtuna[16]
- A península Djurgården (com seus museus e zoológico, no centro da cidade), que inclui o museu ao ar livre Skansen, retratando a Suécia do passado
- O centro da cidade, ou Stadsholmen, a Riddarholmen (Ilha dos Cavaleiros) e a Helgeandsholmen (ilha onde se encontra o Parlamento Sueco, ou Riksdag)
- Teatro Drottningholms
- Cemitério do Bosque (Skogskyrkogården'; Património Mundial)

## Política e administração regional

### Órgão administrativo regional
Como subdivisão regional, o condado é chefiado por um governador (landshövding), nomeado pelo governo, e tem a missão de executar as tarefas administrativas do estado nesse mesmo condado, contando para tal com o ”Conselho Administrativo do Condado de Estocolmo” (Länsstyrelsen i Stockholms län). 

### O condado e a região
No mesmo território do Condado de Estocolmo (län), opera a Região Estocolmo (region). Enquanto que o condado é um órgão administrativo – cujo governador é nomeado pelo estado, a região é um órgão político – eleito pelos cidadãos, e responsável pela gestão local da saúde, transportes, cultura, etc…

### O condado na União Europeia
No âmbito da União Europeia, o Condado de Estocolmo é uma unidade estatística do tipo (Nuts 3).

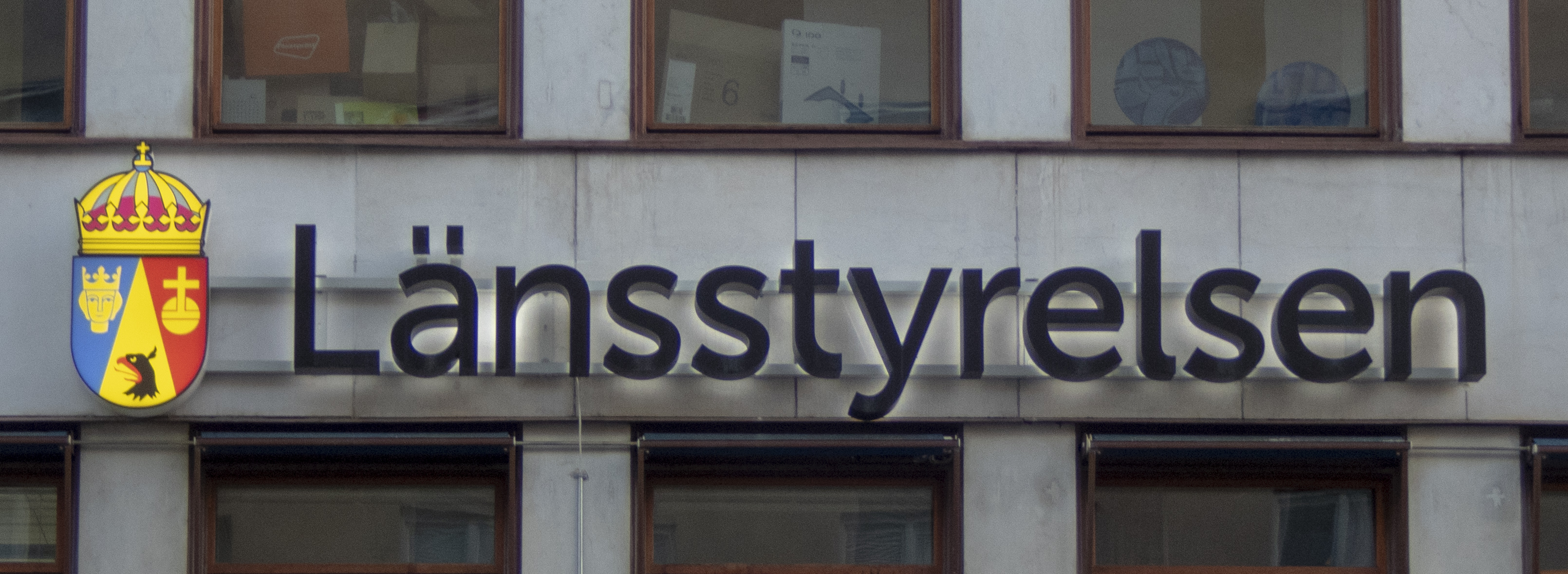
Conselho Administrativo do Condado de Estocolmo (Länsstyrelsen Stockholm)